# خوان دومينغيز
خوان دومينغيز (بالإنجليزية: Juan Dominguez)‏ هو محامي أمريكي، ولد في 11 مارس 1957 في كوبا.